# Райвіс Дзинтарс
Райвіс Дзинтарс (латис. Raivis Dzintars; нар. 25 листопада 1982, Рига) — латвійський політик. Член Сейму Латвії.
Закінчив середню школу № 77 в Ризі, потім вивчав політологію в Латвійському університеті. У 2004–2005 роках працював у середній школі в Ризі вчителем історії та введення до політики, він також протягом певного періоду був журналістом журналу Latvijas Avīze.
У 2000 році був одним із засновників національної об'єднаннії «Все для Латвії!», яка у 2006 перетворилась у політичну партію.